# بياتريث فيرير سالات
بياتريث فيرير - سالات سيرا دي ميغني (بالإسبانية: Beatriz Ferrer-Salat Serra di Migni، ولدت في 11 مارس 1966، برشلونة، إسبانيا) فارسة إسبانية.
حصلت على الميدالية الفضية والبرونزية في دورة الألعاب الأولمبية الصيفية عام 2004 في سباق ترويض الخيول (Dressage).

## إنجازاتها

### الألعاب الأولمبية الصيفية
- 2004 أثينا  اليونان:  ميدالية فضية في سباق ترويض الخيول الفرقية (Dressage).
- 2004 أثينا  اليونان:  ميدالية البرونزية في سباق ترويض الخيول الفردي (Dressage).

### بطولة العالم لترويض الخيول
- 2002 شريش  صربيا:  ميدالية فضية في سباق ترويض الخيول الفردي (Dressage).
- 2002 شريش  صربيا:  ميدالية برونزية في سباق ترويض الخيول الفرقية (Dressage).

### بطولة أوروبا لترويض الخيول
- 2003 هيكستيد  المملكة المتحدة:  ميدالية برونزية في سباق ترويض الخيول الفردي (Dressage).
- 2003 هيكستيد  المملكة المتحدة:  ميدالية فضية في سباق ترويض الخيول الفرقية (Dressage).
- 2005 هاغن  ألمانيا:  ميدالية برونزية في سباق ترويض الخيول الفرقية (Dressage).